# Abaliget
Abaliget (deutsch Abaling) ist eine Gemeinde in Ungarn. Sie liegt im Komitat Baranya und zählt ungefähr 600 Einwohner (Stand 2011).
Das Klima ist sowohl im Sommer als auch im Winter relativ mild. Die jährliche Durchschnittstemperatur liegt bei 10 bis 10,5 °C.

## Höhle
Bei Abaliget befindet sich eine Tropfsteinhöhle.

## Partnerstädte
- Knonau, Schweiz (seit 1993)
- Dannenfels, Deutschland (seit 2002)
- Sievi, Finnland  (seit 2005)

## Sehenswürdigkeiten
- Fledermausmuseum (Denevérmúzeum)
- Römisch-katholische Kirche Bűnbánó Szent Mária Magdolna, erbaut 1796 im Zopfstil

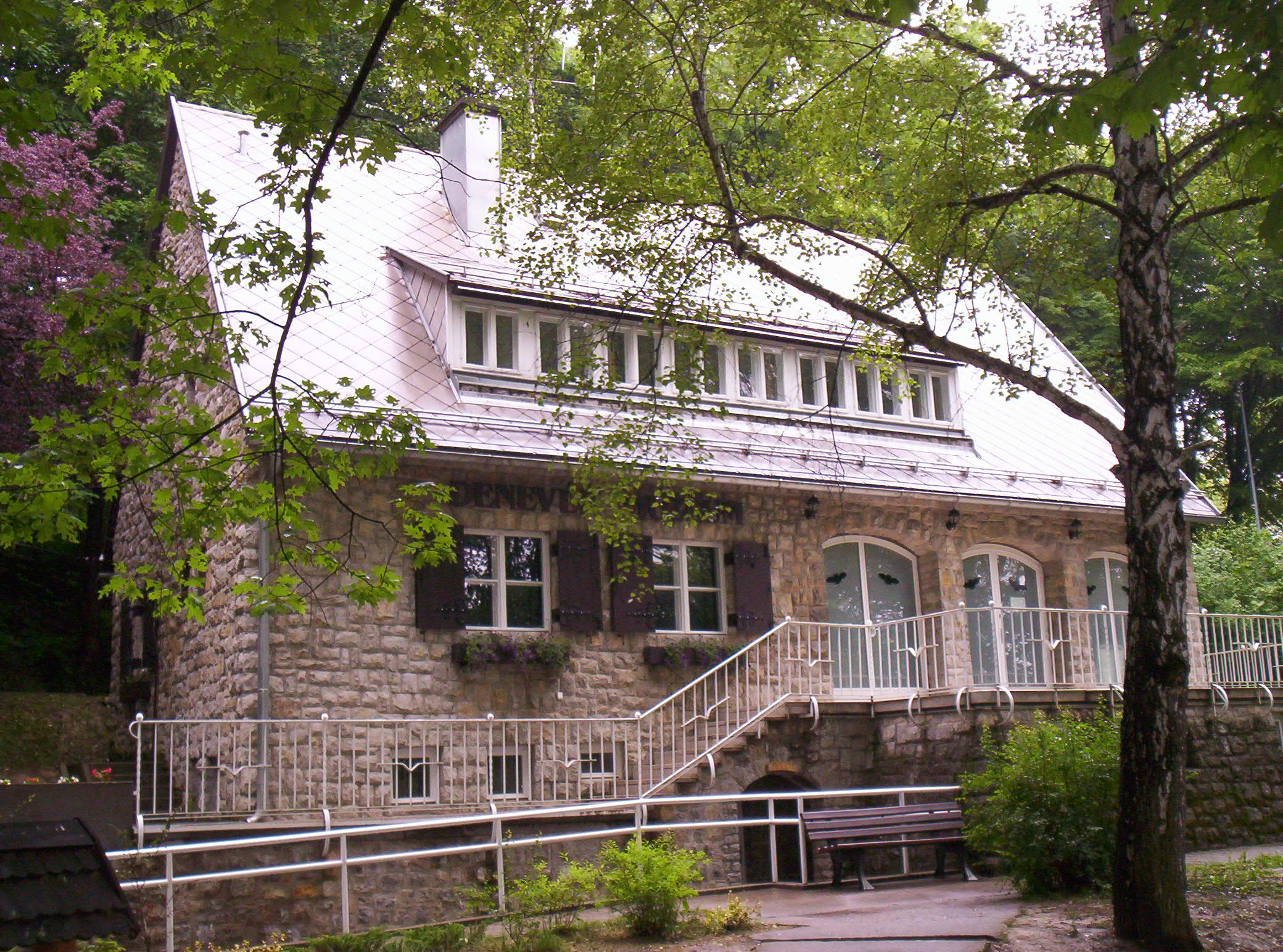
Fledermausmuseum in Abaliget